# ジョン・ロートン
ジョン・ロートン（John Lawton、1946年7月11日 - 2021年6月29日）は、イングランドのロック・ボーカリストである。ドイツのルシファーズ・フレンド、イングランドのユーライア・ヒープなどに在籍したことで知られる。

## 経歴
ウェスト・ヨークシャーのハリファクス出身。
アステリックス、ルシファーズ・フレンド、レス・ハンフリーズ・シンガーズで活動。
1974年、ロジャー・グローヴァーの『バタフライ・ボール』にディープ・パープル・ファミリーのメンバーやロニー・ジェイムス・ディオらと共にゲスト参加。
1977年、デヴィッド・バイロンの後任として、ユーラィア・ヒープの2代目ボーカリストに迎えられ、3作のアルバムの制作に参加した。
1979年、ユーラィア・ヒープ脱退。その後はルシファーズ・フレンド、レベル、ZAR、ルシファーズ・フレンドII、ガンヒル、ソロ、オン・ザ・ロックスで活動。
2021年6月、死去。

## ボーカル・スタイル
美しく伸びのある高音で、高らかに歌い上げる正統派シンガー。絶好調時の高音は驚異的な高さに達する。声量よりは声の伸びで勝負するタイプで、若干パワーが不足する低音部ではビブラートを掛けることもある。ピッチは高めの声の女性とほぼ同等で、地声そのものが高いタイプ、と言えよう。
彼の実力はミュージシャンの間でも高く評価されていた。

## ディスコグラフィ

### アステリックス
- 『アステリックス』 - Asterix (1970年)

### ルシファーズ・フレンド
- 『ルシファーズ・フレンド』 - Lucifer's Friend (1970年） ※シングル「Ride the Sky」がヒット。この曲は以降もバンドの代表曲となる。
- 『ホウェア・ザ・グルーピーズ・キルド・ザ・ブルース』 - ...Where The Groupies Killed The Blues (1972年)
- 『ロックンロール・シンガー』 - I'm Just A Rock'n' Roll Singer (1973年)
- 『バンケット』 - Banquet (1974年) ※ブラス・セクションを大々的にフィーチャー。
- 『マインド・エクスプローディング』 - Mind Exploding (1976年)
- 『ミーン・マシーン』 - Mean Machine (1981年)
- Sumogrip (1994年) ※Lucifer's Friend II名義
- 『アウェイクニング』 - Awakening (2015年) ※新曲を含むコンピレーション
- 『ライヴ@スウェーデン・ロック 2015』 - Live @ Sweden Rock 2015 (2016年) ※ライブ・アルバム
- 『トゥ・レイト・トゥ・ヘイト』 - Too Late To Hate (2016年)

### レス･ハンフリーズ･シンガーズ
- We'll Fly You To The Promised Land (1971年)
- We Are Goin' Down Jordan (1971年)
- Singing Detonation (1971年)
- Old Man Moses (1971年)
- Mexico (1972年)
- Sound '73 (1973年)
- Mama Loo (= La Onu Cantante) (1973年)
- Live in Europe (1973年)
- Carnival (1973年)
- Sound '73/II (1973年)
- The World Of (1973年)
- Kansas City (1974年)
- Sound '74 (1974年)
- One of These Days (1974年)
- Rock 'n Roll Party (1974年)
- Amazing Grace & Gospeltrain (1975年)
- Party on the Rocks (1975年)

### ユーライア・ヒープ
- 『ファイアフライ』 - Firefly (1977年)
- 『罪なきいけにえ』 - Innocent Victim (1977年)
- 『堕ちた天使』 - Fallen Angel (1978年)
- Live in Europe 79 (1986年) ※ライブ・アルバム
- The Magician's Birthday Party (2002年) ※ライブ・アルバム
- Magic Night (2004年) ※ライブ・アルバム

### ソロ・アルバム
- Heartbeat (1980年) ※オリジナルのタイトルは『Hardbeat』
- Still Payin' My Dues... (2000年)

### レベル
- Stargazer (1982年)

### ZAR
- 『リヴ・ユア・ライフ・フォエヴァー』 - Live Your Life Forever (1990年)
- 『フロム・ウェルカム…トゥ・グッドバイ』 - From Welcome... To Goodbye (1993年) ※1曲のみの友情出演。ボーカルのThommy Blochとのデュエット。

### ガンヒル
- One Over the Eight (1995年)
- Night Heat (1997年)
- Live in Germany '99 (1999年)

### ヘンズレー・ロートン・バンド
- The Return (Live at Heepvention 2000) (2000年)

### ロートン・ダニング・プロジェクト
- Steppin' It Up (2002年)
- One More Night (2002年) ※ライブ・アルバム

### ジョン・ロートン・バンド
- Sting in the Tale (2003年)
- Shakin' the Tale (2004年) ※ライブ・アルバム

### OTR - On The Rocks
- Mamonama (2008年)

### インテリジェント・ミュージック・プロジェクト
- The Power of Mind (2012年) ※with Diana Express
- My Kind of Lovin' (2014年)